# 15. Arrondissement (Paris)

Logo der Mairie des 15. Arrondissements

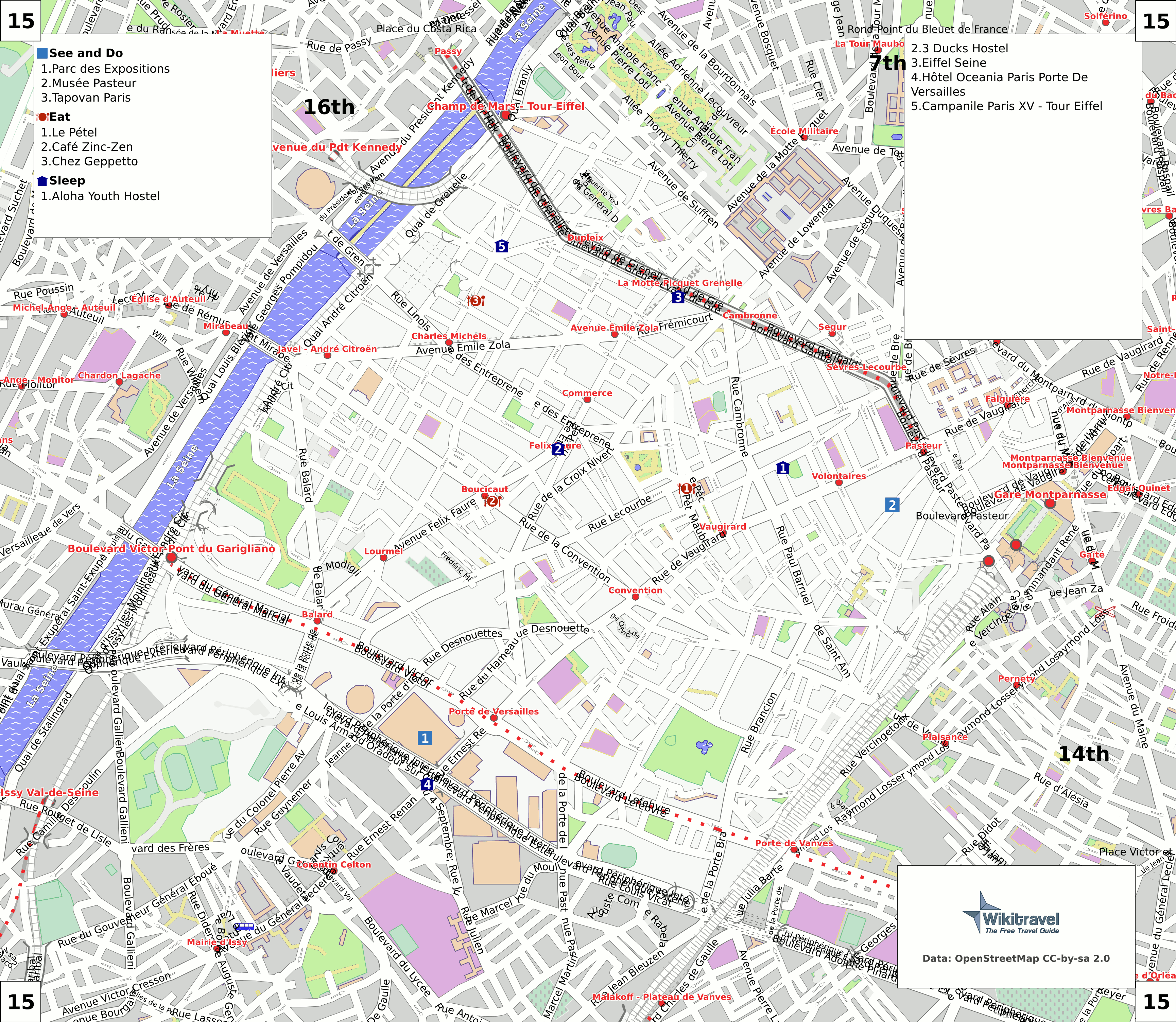
Karte des 15. Arrondissements

Stadtviertel im 15. Arrondissement

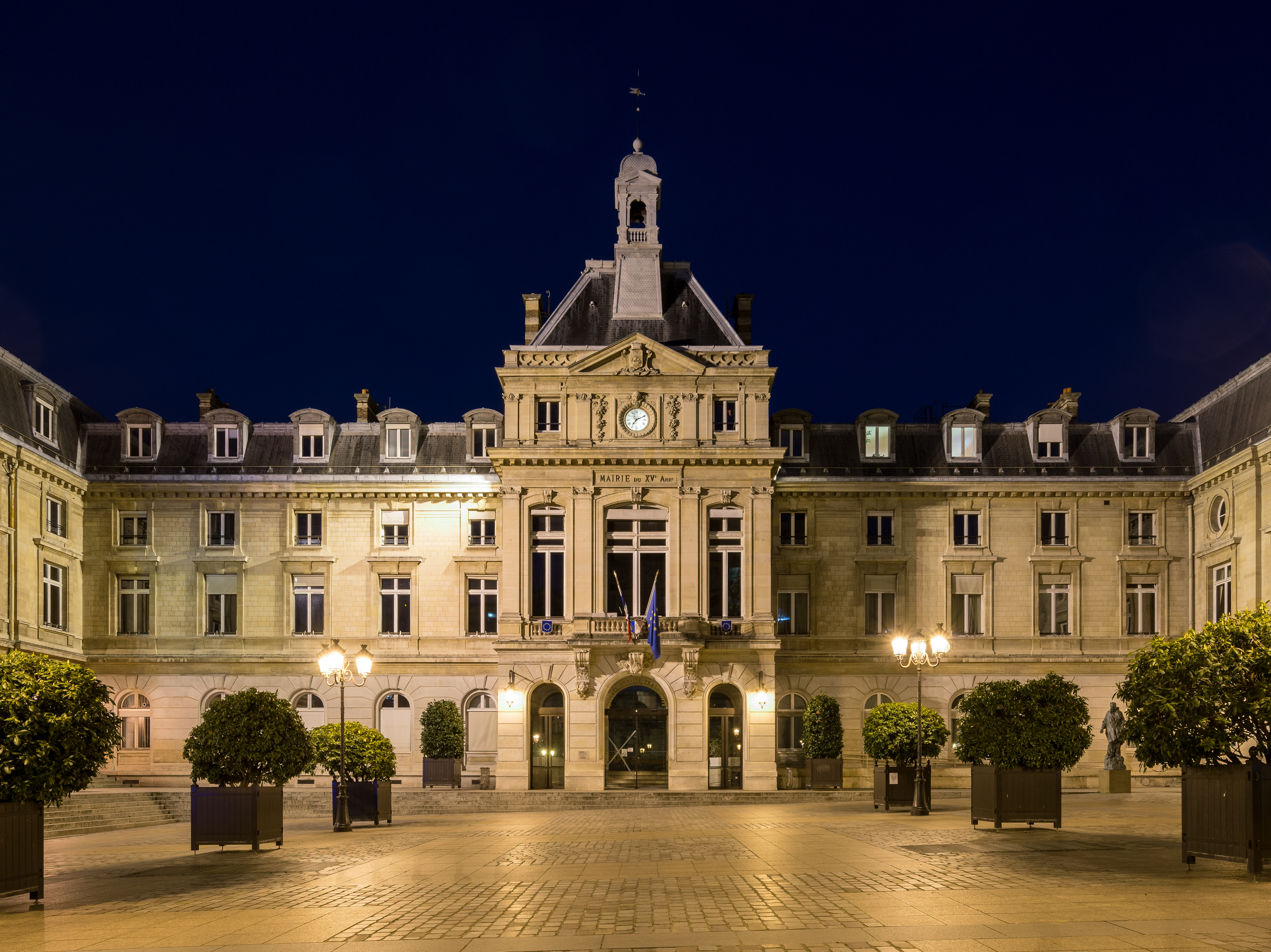
Rathaus des 15. Arrondissements

Das 15. Pariser Arrondissement, das Arrondissement de Vaugirard, ist eines der 20 Arrondissements von Paris und das mit der größten Einwohnerzahl. Es entstand im Jahre 1860 durch die Eingemeindung der Gemeinden Vaugirard und Grenelle in die Stadt Paris.

## Geographische Lage
Das 15. Arrondissement liegt auf dem linken Ufer der Seine. Im Osten grenzt es – getrennt durch die Gleise des Gare Montparnasse – an das 14. Arrondissement, im Westen – durch die Seine getrennt – an das 16. Arrondissement und im Süden – getrennt durch den Boulevard périphérique – an die Gemeinden Malakoff, Vanves und Issy-les-Moulineaux. Die Abgrenzung zum 7. Arrondissement im Norden bilden die Straßen Avenue de Suffrèn, Rue Pérignon, Avenue de Saxe, Rue de Sèvres und Boulevard du Montparnasse. Östliche Grenzlinie bis zum Bahnhof Montparnasse ist der Straßenverlauf Rue de Départ – Avenue du Maine sowie eine Linie durch den Jardin Atlantique bis zum Eingang des Gare Montparnasse. Darüber hinaus hat der Bezirk Anteil an einer Grünfläche außerhalb des Boulevard périphérique – dem Parc omnisports Suzanne Lenglen.
Zentrale Straßen finden sich vor allem an den Rändern des Bezirks: Seine-seitig der Quai de Grenelle, parallel zu den Gleisanlagen des Gare Montparnasse die Rue Castagnary und ihre weiter Richtung Stadtzentrum führende Fortsetzung Rue Falguière. Durch den Norden des Arrondissements führen der Boulevard Garibaldi und seine Weiterführung Boulevard Pasteur. Im Süden, rund 200 Meter vom Boulevard périphérique entfernt, führen Boulevard du Géneral Martial Valin, Boulevard Victor und Boulevard Lefebvre von der Seine ausgehend in Richtung 14. Arrondissement. Dieser innere, in den beiden anderen Außenbezirken links der Seine fortgesetzte Straßenring verläuft im Wesentlichen entlang der Stadtgrenzen, wie sie durch die 1844 vollendete Thierssche Stadtbefestigung festgelegt wurden.
Eine Durchgangsstraße mit langer Geschichte ist die Rue de Vaugirard. Sie beginnt am Boulevard Saint-Michel, durchquert den Bezirk in diagonaler Richtung von Nordost nach Süd und endet an der ehemaligen Porte de Versailles. Flankiert wird sie von der parallel verlaufenden Rue Lecourbe – eine Verlängerung der Rue de Sèvres, die ebenfalls den gesamten Bezirk durchzieht. Als an der Seine gelegenes Arrondissement partizipiert das 19. an mehreren Seine-Brücken. Flussaufwärts von Süd nach Nord sind dies: Pont Aval (Seine-Überquerung des Boulevard périphérique), Pont du Garigliano, Pont Mirabeau, Pont de Grenelle und Pont de Bir-Hakeim. Die beiden letzten überqueren die künstlich aufgeschüttete Insel Île aux Cygnes – einen lediglich 20 Meter breiten Streifen, der administrativ zum 15. Arrondissement zählt und sich in der weiteren Umgebung des Eiffelturms befindet.
Markantester – weil sichtbarster – Punkt des Bezirks ist der Tour Montparnasse in seiner Nordostecke. Das – ästhetisch umstrittene – Bauwerk ist 210 Meter hoch und nach dem Eiffelturm das zweithöchste von Paris. An der Ostkante schließt sich der Gare Montparnasse und seine nach Süden führende Gleistrasse an. Im Süden des Bezirks finden sich ausgedehnte Grünflächen: der Parc Georges Brassens, der Parc André-Citroën sowie die jenseits des périphérique gelegene Sportanlage Parc omnisports Suzanne Lenglen. Um périphérique und inneren Boulevardring herum konzentrieren sich weitere funktionelle Gebäudekomplexe wie die Expo Paris sowie der – mitunter auch als „Stadt in der Stadt“ bezeichnete – Immobilienkomplex Grand Pavois de Paris. Während sich die Südflanke des Bezirks in unmittelbarer Nachbarschaft des Eiffelturms befindet, wird das Seine-Ufer vor allem von dem Verkehrszubringer Quai de Grenelle, Industrieanlagen, Hochhäusern sowie modernen Funktionsbauten geprägt.
Bis in die 1970er-Jahre war das 15. Arrondissement ein Arbeiterbezirk. Heute gilt es als eher bürgerliche Wohngegend, weil es für Pariser Verhältnisse relativ ruhig gelegen ist. Lediglich im Süden und Südwesten – speziell dem Quartier de Javel – befinden sich viele Sozialwohnungen. Die vier Quartiere des Arrondissements vierteln den Bezirk in vier ungleichmäßig große Rechtecke: die beiden kleineren und stadteinwärts gelegenen Grenelle und Necker sowie die beiden größeren, stadtauswärts gelegenen Quartiere Javel und Saint-Lambert. Eine noch feinteiligere Aufgliederung des Bezirks offeriert die Seite Rental Paris, die den Bezirk in elf nach touristischen und immobilientechnischen Kriterien untergliederte Nachbarschaften aufteilt.

## Geschichte

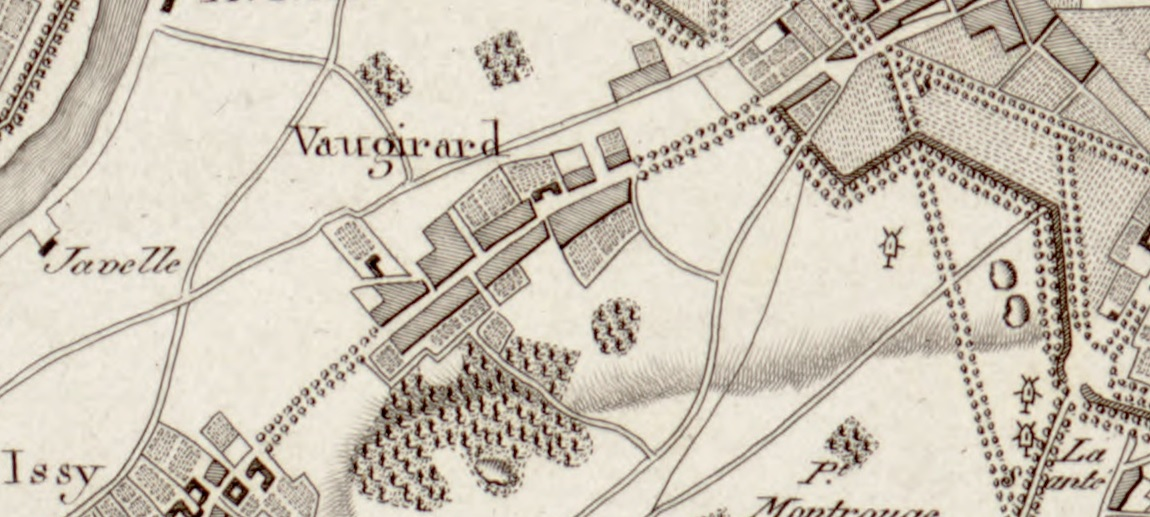
Vaugirard und Javel („Javelle“) 1805

In der Antike und im frühen Mittelalter war das Gebiet des heutigen 15. Arrondissements Teil der umliegenden Agrarlandschaft von Lutetia, dem späteren Paris. Es bestand hauptsächlich aus Feldern, Weinbergen und einigen kleinen Siedlungen. Ab dem Mittelalter kristallisierte sich eine festere Besiedlungsstruktur heraus aus mit drei unterschiedlich alten Ansiedlungen. Die bedeutendste war Vaugirard. Vaugirard war seit dem Mittelalter ein kleines Bauerndorf. Sein Name leitet sich vom lateinischen „Vallis Gerardus“ ab und geht möglicherweise auf einen gewissen Gérard zurück, dem einst Land in dieser Gegend gehörte.
Die Bedeutung dieser Ansiedlung für den Austausch mit den mittelalterlichen Paris dokumentiert die gleichnamige, mittlerweile bis zum Boulevard Saint-Martin verlängerte Straße. Im Mittelalter begann sie außerhalb der Pariser Stadtmauer und verlief in südsüdwestlicher Richtung bis Vaugirard. Die beiden anderen Ortschaften auf dem Gebiet entstanden später. Das südlich des heutigen Marsfelds gelegene Grenelle entstand im 17. Jahrhundert auf Veranlassung von Ludwig XIII., der an private Unternehmer eine Ansiedelungslizenz erteilte. Der Name geht vermutlich auf einen alten keltischen Begriff zurück, der sumpfige Gebiete bezeichnete, da die Gegend damals von feuchten Wiesen geprägt war. Die dritte Ansiedlung auf dem Terrain des heutigen Bezirks war Javel – ursprünglich ein kleiner Weiler, der längs der Seine lag und wahrscheinlich zu Vaugirard gehörte.

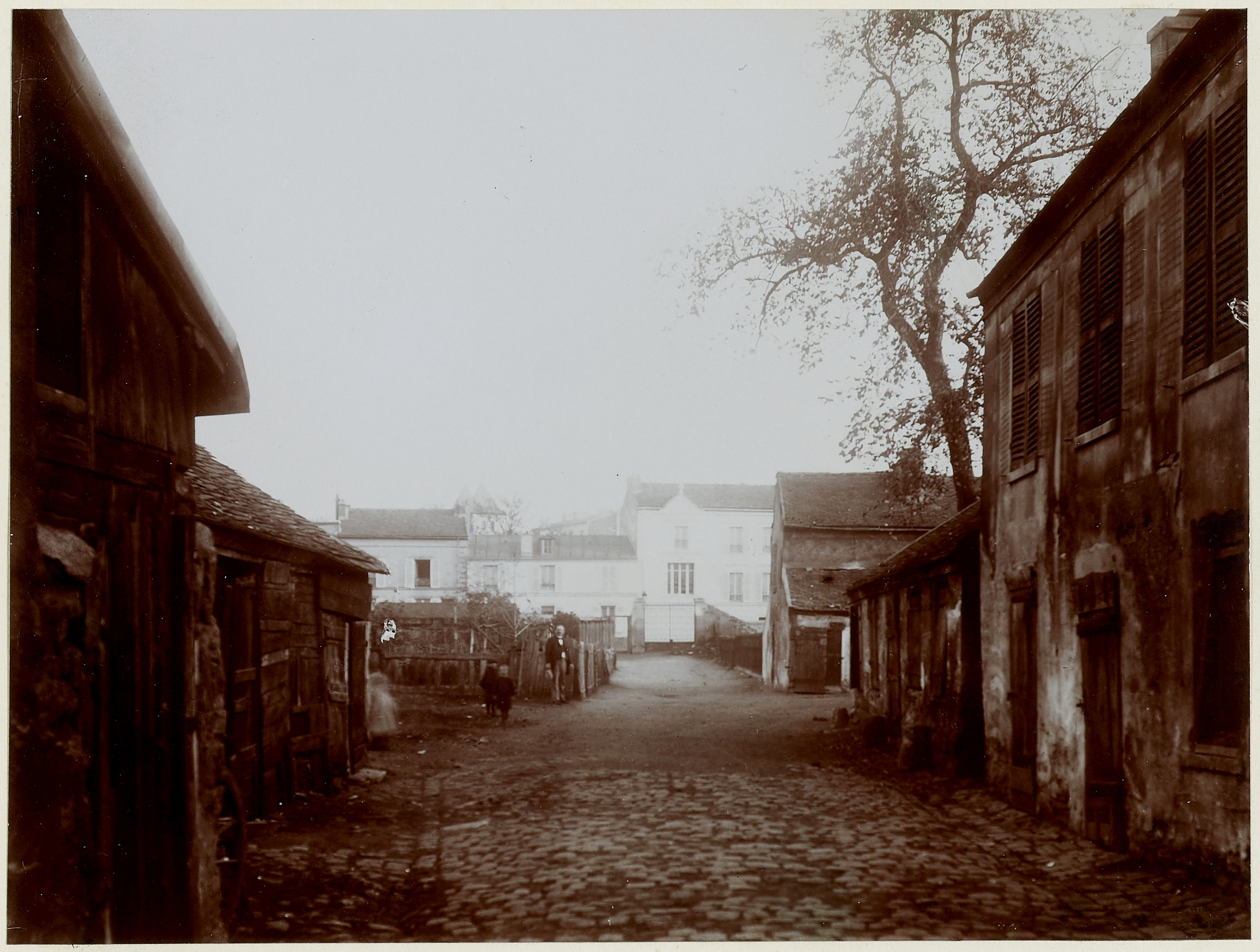
Passage Bourdon in Vaugirard (19. Jahrhundert)

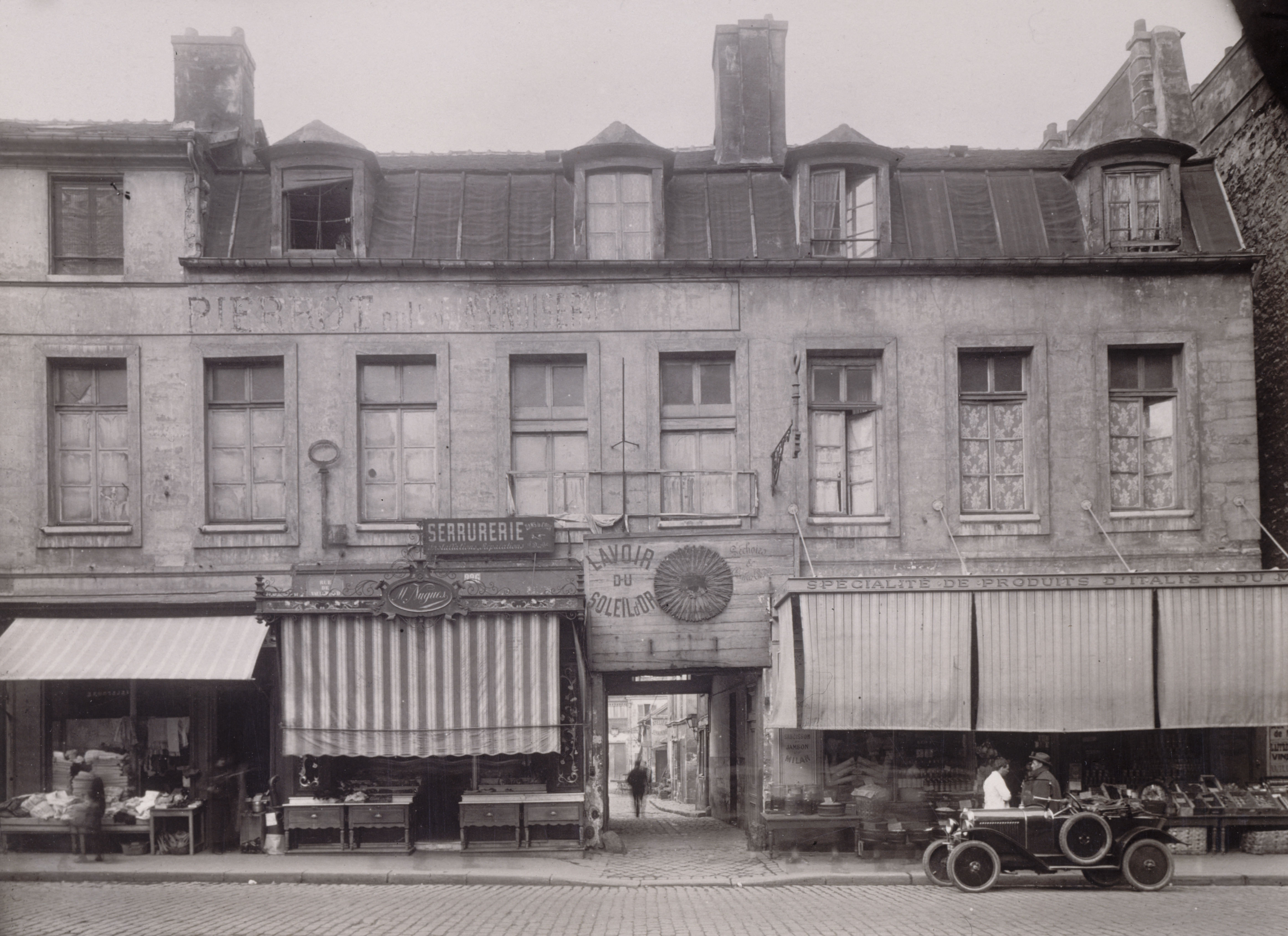
Rue de Vaugirard (1900)

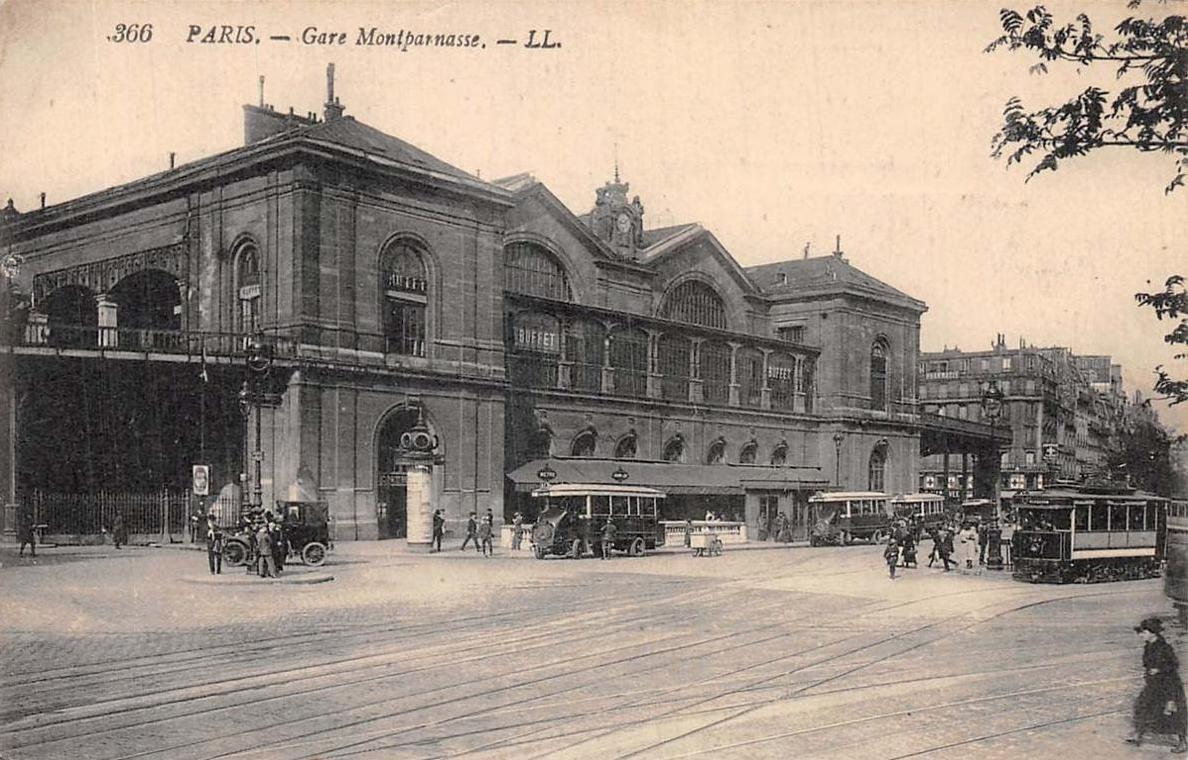
Gare Montparnasse (1900–1910)

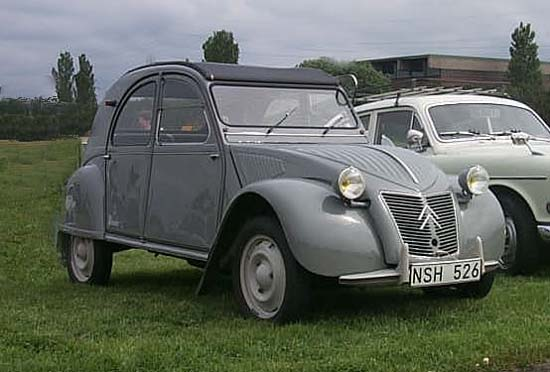
Populäres Modell des Automobilherstellers Citroën: der 2CV

Die städtische Verdichtungsphase setzte im 19. Jahrhundert ein. Grenelle, das mit Vaugirard bis dahin eine dörfliche Einheit gebildet hatte, konstituierte sich in den 1830ern als eigenständige Gemeinde. Im Jahr 1860 wurde Vaugirard zusammen mit Grenelle und Javel im Zuge der Stadterweiterung in Paris eingemeindet und zum 15. Arrondissement geformt. Bis dahin fungierten diese Gebiete als Vororte und behielten auch nach der Eingemeindung zunächst ihren kleinstädtischen Charakter. Lediglich temporäre Folgen hatte für das Gebiet die Pariser Kommune 1871: Bei der Rückeroberung der aufständischen Hauptstadt im Zug der blutigen Maiwoche besetzten das II., IV. und V. Korps der Regierungstruppen das Terrain bereits am ersten Tag – am Morgen des 22. Mai.
Die Nähe zur Seine und der Bau von Infrastruktur wie dem Gare Montparnasse sowie mehreren Brücken förderte die Ansiedlung von Industrie. Besonders in Javel entstanden bedeutende Fabriken. Am bekanntesten ist die Citroën-Fabrik, die 1915 eröffnet wurde und bis 1975 Autos produzierte. Der Name Javel war bis dahin vor allem mit der Herstellung von Chemikalien, insbesondere Bleichmitteln („Eau de Javel“), verbunden. Im 19. und frühen 20. Jahrhundert entwickelte sich das 15. Arrondissement zu einem klassischen Arbeiterbezirk. Das Citroën-Stammwerk in Javel beschäftigte in seinen Hochzeiten mehrere Tausend Arbeiter. Für eine zusätzliche Konzentration der Automobilbranche in der Region sorgte die Präsenz von Renault in der auf dem anderen Seine-Ufer gelegenen Stadt Boulogne-Billancourt.
Parallel zur Industrialisierung erfolgte eine Verdichtung der umliegenden Bausubstanz. Zunächst war die Architektur weitgehend durch den typischen Pariser Stil geprägt: fünfstöckige Häuser mit Zinkdächern und Balkonen. Zu einem zentralen Mittelpunkt sportlicher wie anderer gesellschaftlicher Ereignisse avancierte die im nördlichen Teil des Bezirks gelegene Radsporthalle Vélodrome d’Hiver. Eröffnet 1910, war das an der Ecke Rue de Grenelle / Rue Nélaton gelegene Vélodrom nicht nur regelmäßiger Austragungsort von Sechstagerennen sowie anderer Radsport-Veranstaltungen. Genutzt wurde die Halle auch für Boxkämpfe, Zirkusveranstaltungen und anderes. Eine zentrale Rolle spielte sie im Zug der ab 1941 einsetzenden Judenverfolgungen. Im Zug der unter der Bezeichnung Rafle du Vélodrome d’Hiver bekannten Razzia im Juli 1942 fungierte das Velodrome als Sammelort, von dem aus rund 13.000 jüdische Einwohner und Einwohnerinnen der Stadt in das Vernichtungslager Auschwitz deportiert wurden. Als Radsport-Rennbahn genutzt wurde die Halle bis 1958. Unbrauchbar geworden durch einen Brand, wurde sie 1959 abgerissen.
Nach dem Zweiten Weltkrieg veränderte sich das Gesicht des Arrondissements stark. Ab den 1960er Jahren wurden im Zuge von Urbanisierungsprojekten viele ältere Gebäude abgerissen, um Platz für moderne Hochhauskomplexe zu schaffen. Besonders die Gegend um den Front de Seine, das Ufergebiet zwischen der Pont de Bir-Hakeim und der Pont Mirabeau, wurde mit über 20 die Höhe 120 Meter übersteigenden Gebäuden zu einem Symbol dieser städtebaulichen Modernisierung. Eine ähnliche Auswirkung auf die Umgebung hatte der Bau des Tour Montparnasse 1973. Das zweithöchste Pariser Gebäude entstand parallel zum Neubau des Gare Montparnasse in dessen unmittelbarer Nachbarschaft. Neben Prestigebauten – darunter das mitunter als „Stadt in der Stadt“ klassifizierte Gebäudeensemble Le Grand Pavois, der Palais des Sports oder die Expo Paris – wurden großzügig konzipierte Grünflächen-Arreale verwirklicht: die Parks George Brassents, André Citroen sowie die jenseits des Boulevard périphérique gelegene Extension Parc Suzanne Lenglen.
Mit dem Niedergang der Industrie – insbesondere nach der Schließung der Citroën-Fabrik – wurde das 15. Arrondissement attraktiver für die Mittelklasse. Die großen Wohnblöcke aus den Nachkriegsjahren boten relativ erschwinglichen Wohnraum, während andere Teile wie die Rue de Commerce oder das Quartier Saint-Lambert weiterhin mit traditionellen Altbauten aufwarten. Das neue Image als Ausweichquartier für das überfüllte Pariser Zentrum hat auch im 15. Arrondissement die entsprechenden Probleme zur Folge wie steigende Mieten sowie andere Formen von Gentrifizierung.

Markante Orte, Sehenswürdigkeiten, Parks und Straßen
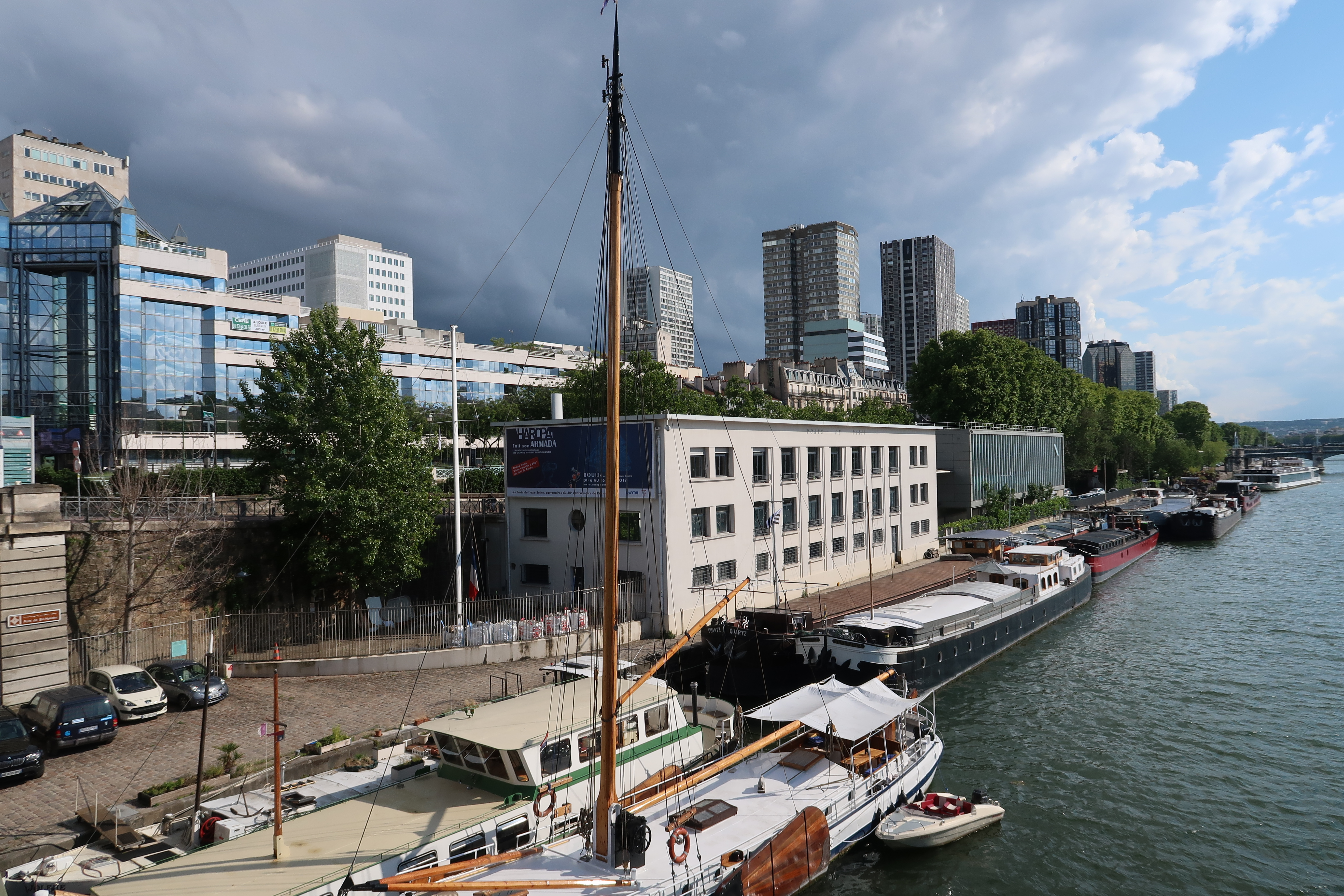
Port de Grenelle
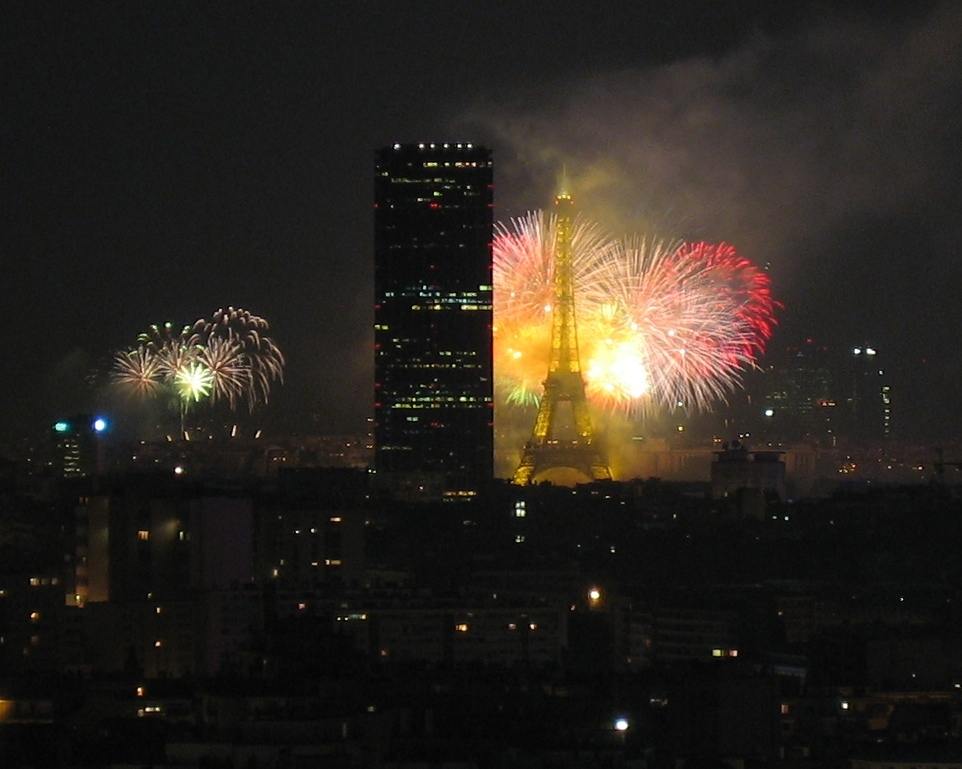
Tour Montparnasse
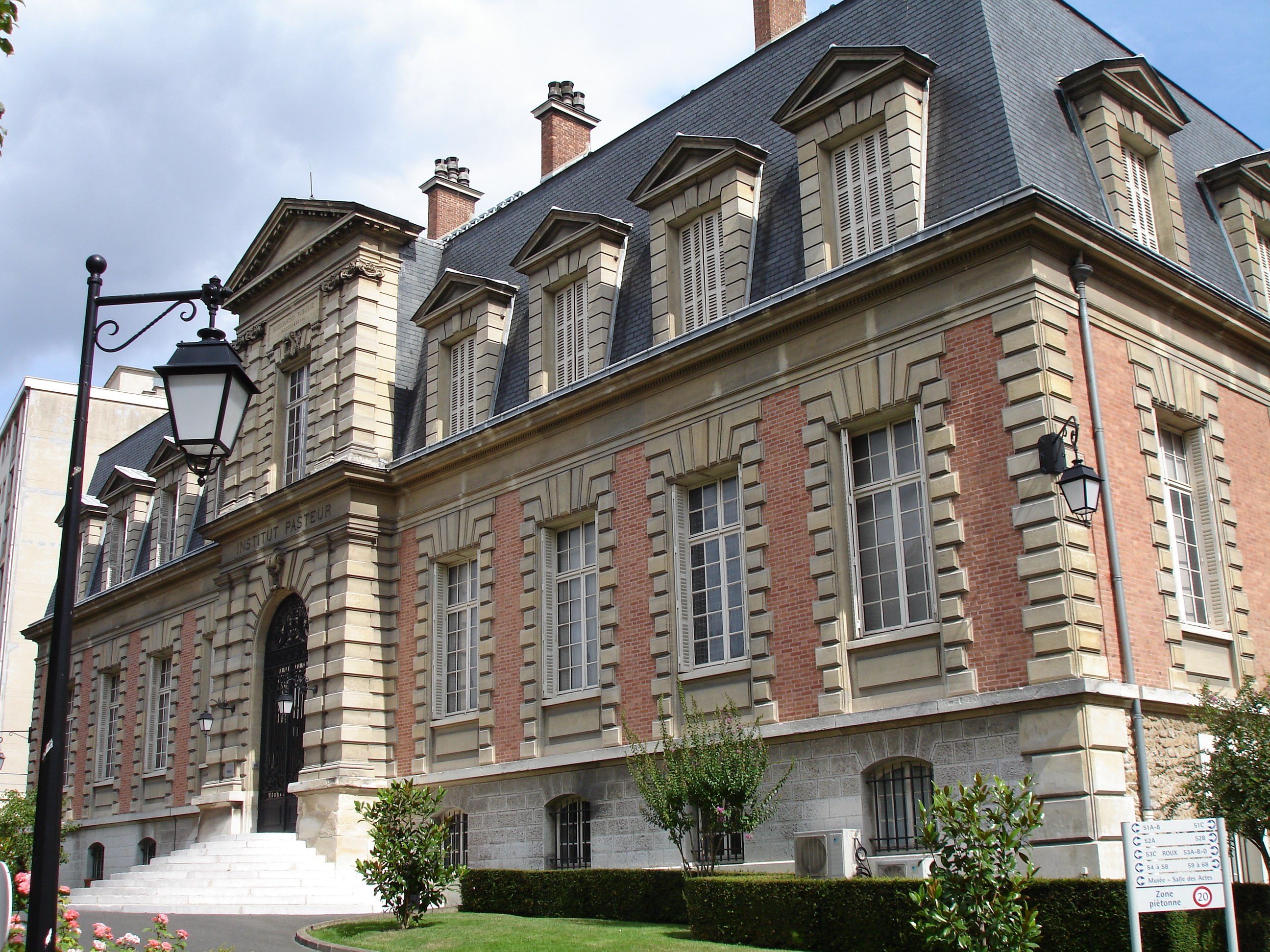
Institut Pasteur
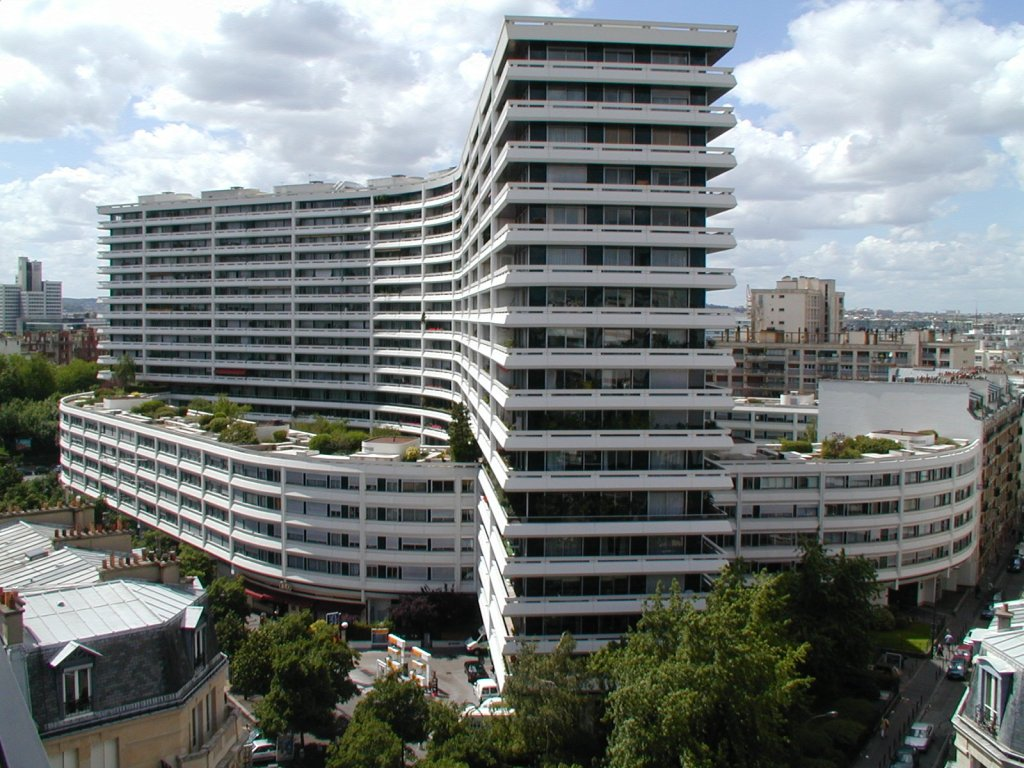
Grand Pavois de Paris
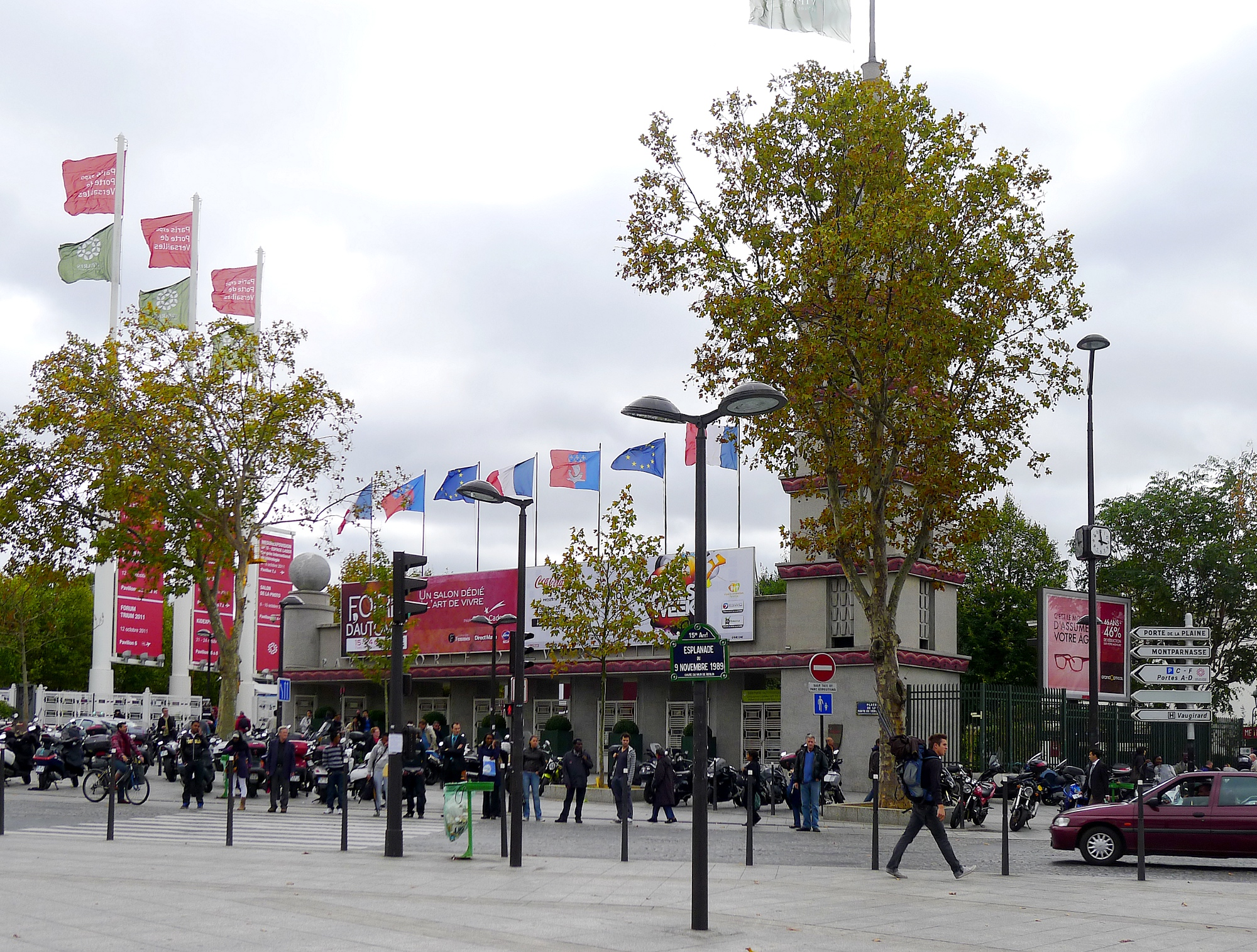
Paris Expo – Porte de Versailles
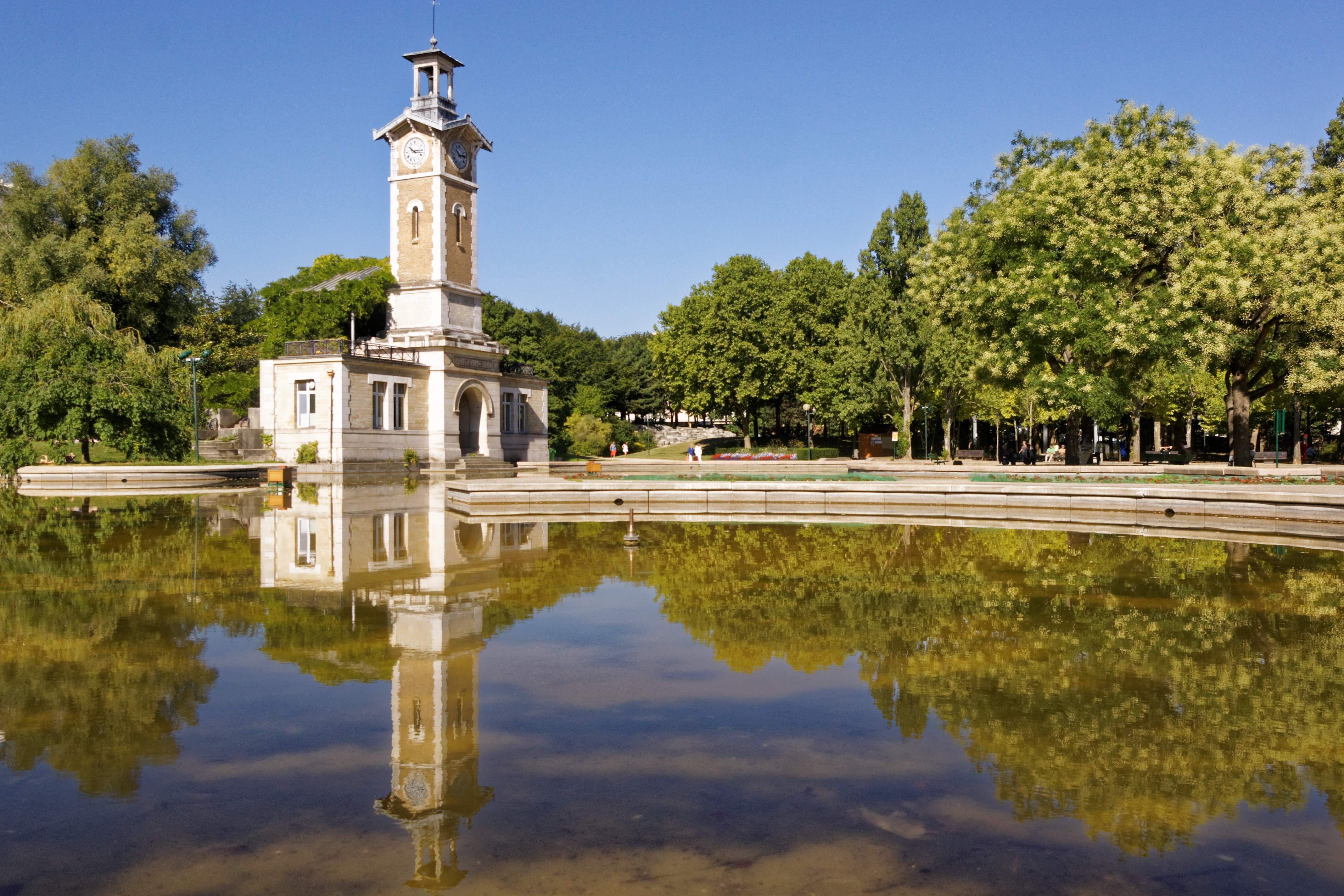
Parc Georges Brassens
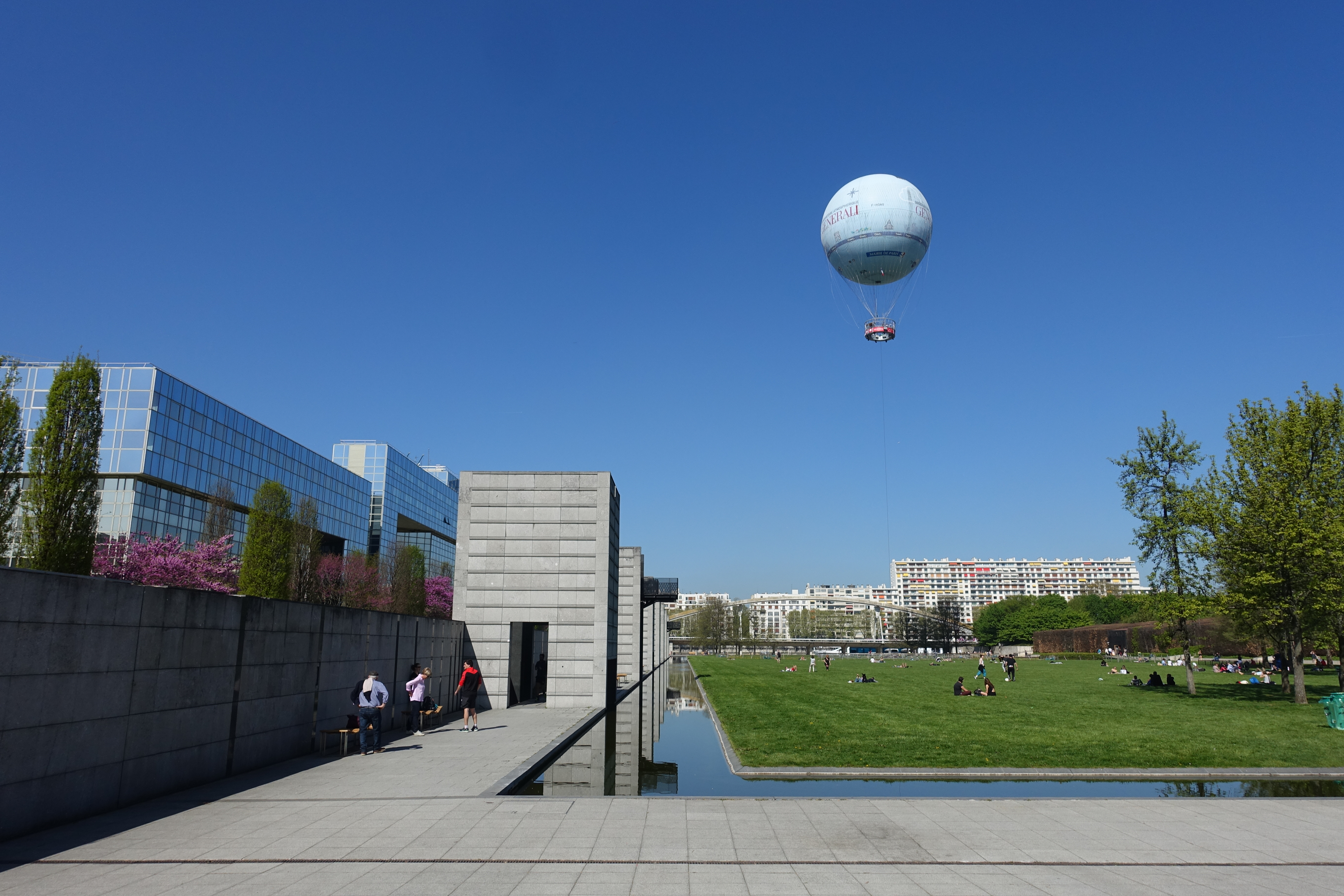
Parc André Citroën
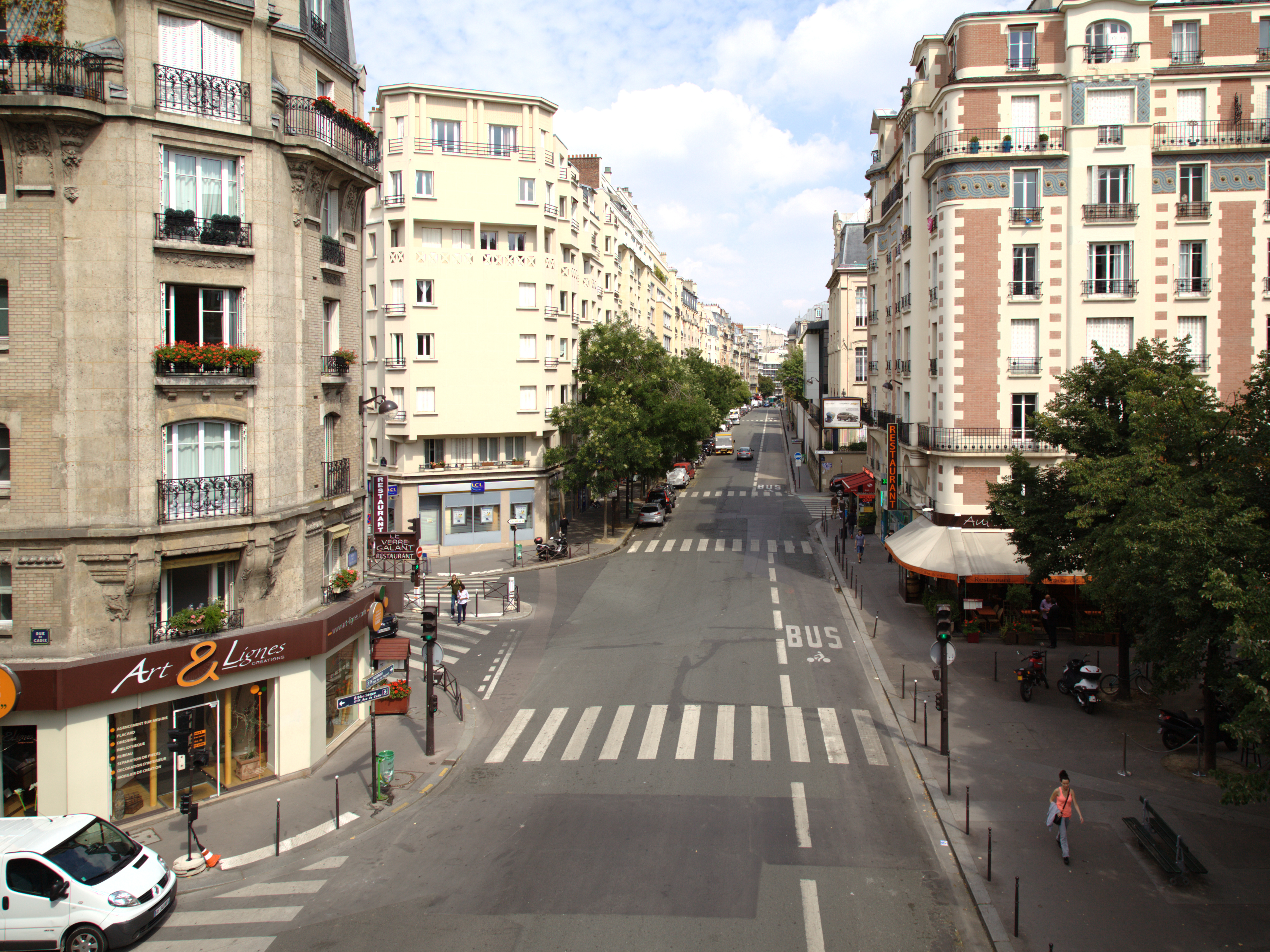
Rue de Vaugirard
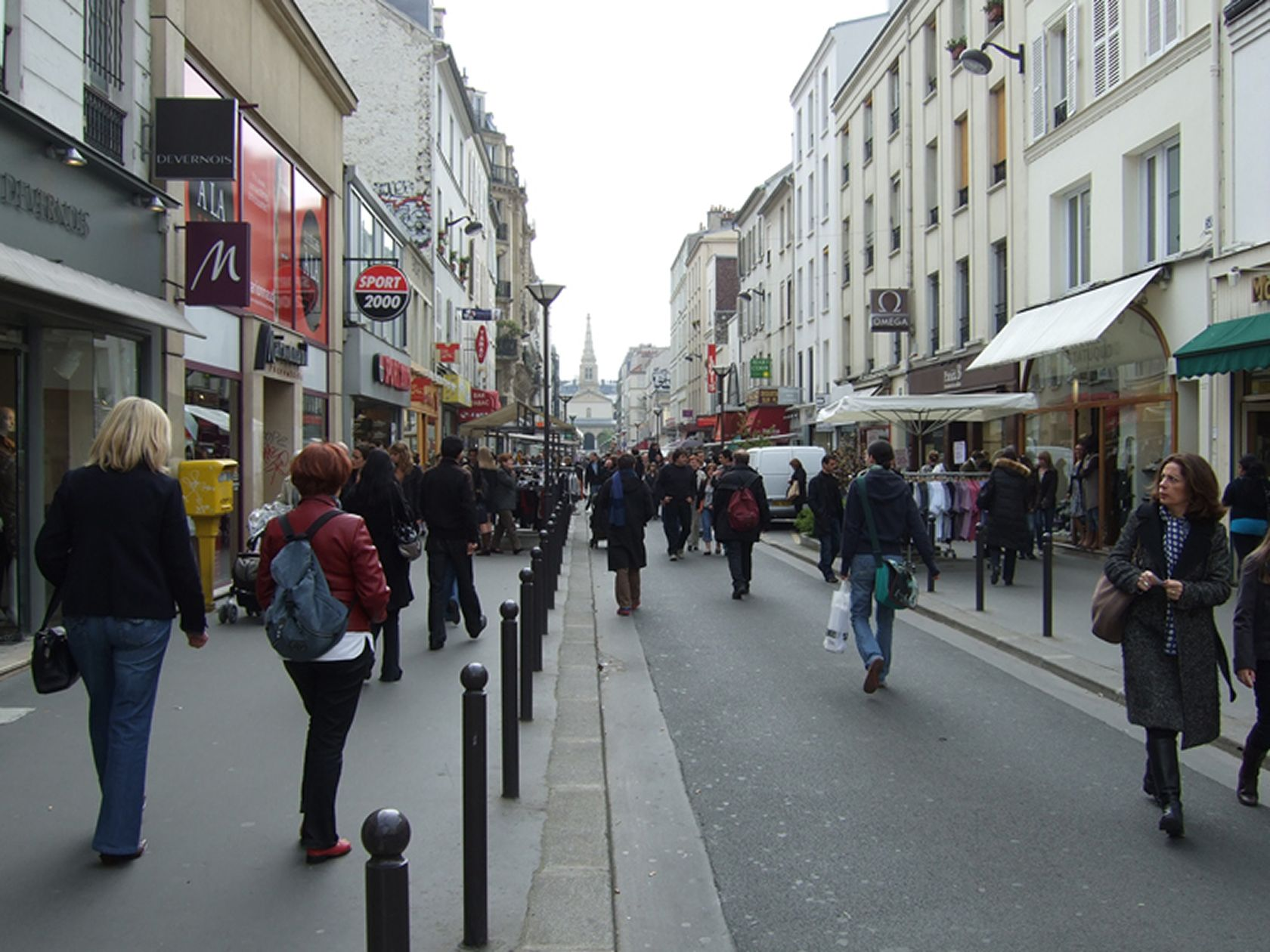
Rue de Commerce
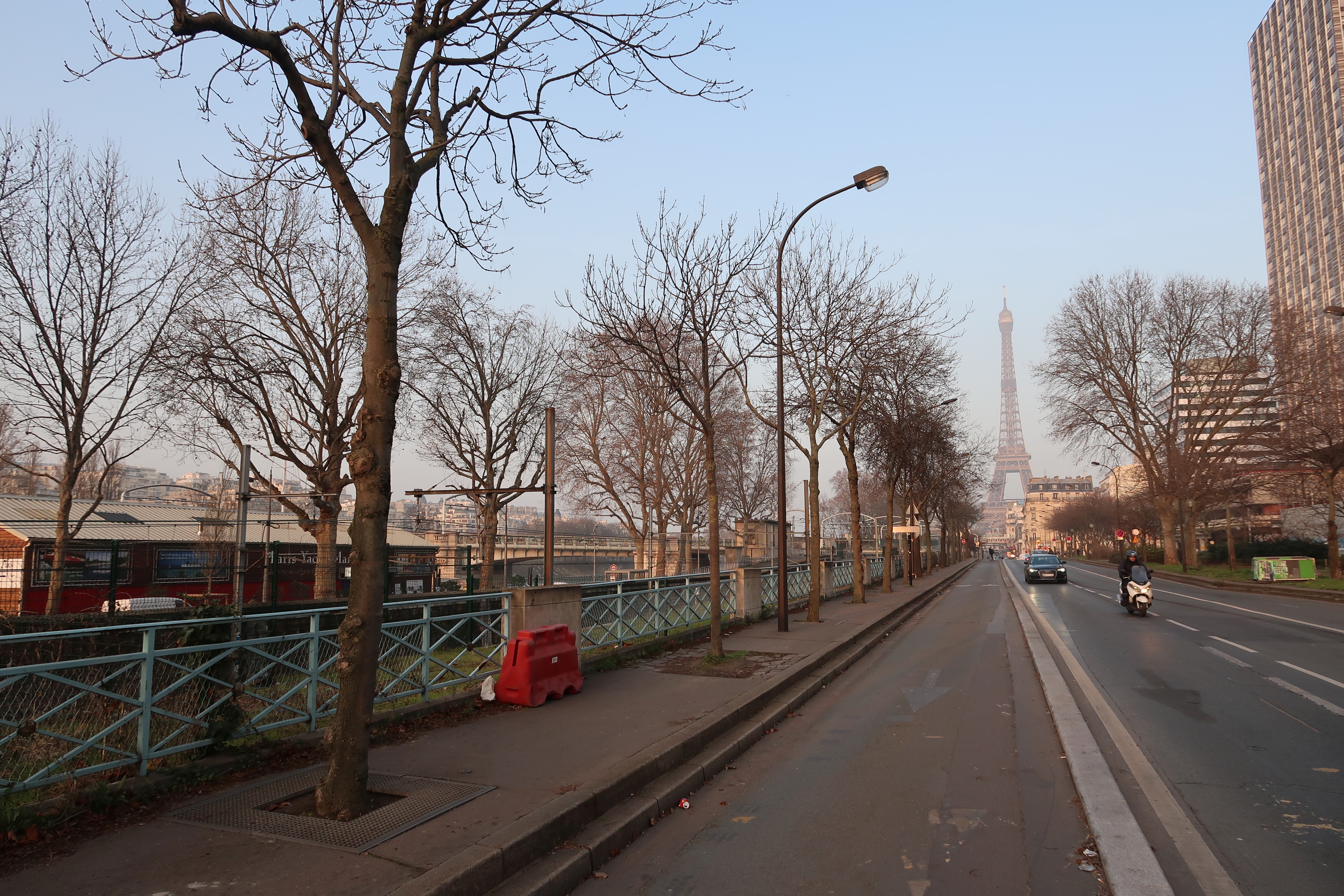
Quai de Grenelle

## Viertel im 15. Arrondissement
Das Arrondissement besteht aus den folgenden vier Stadtvierteln:

### Quartier Saint-Lambert
Dieses Quartier im Süden ist in seinen Grenzen identisch mit der ehemaligen Gemeinde Vaugirard, gelegen entlang einer historischen römischen Straße gleichen Namens. Die relativ hügelige Landschaft war prädestiniert für den Weinbau und die bergbauliche Ausbeutung. Viele Monumente in Paris, wie die École Militaire, sind mit Steinen aus Vaugirard erbaut worden. Mit der Ausdehnung von Paris wurde der Ort nach und nach von den Parisern als naher Vorort betrachtet, als angenehmer Ort mit Ausflugslokalen und Weinstuben, um einen Spaziergang auf dem Lande zu machen. Erst gegen Ende des 19. Jahrhunderts wurde die Gegend urbanisiert. Heutzutage sind die einzigen Sehenswürdigkeiten der Parc des Expositions, in dem z. B. der Jahrmarkt von Paris, der Salon de l’agriculture oder die Mondial de l’Automobile stattfinden, und der Parc Georges Brassens, der auf dem Gelände eines ehemaligen Schlachthofes erbaut wurde.

### Quartier Necker
Dieses Viertel im Osten entspricht dem ursprünglich unbewohnten Gebiet zwischen dem historischen Paris und Vaugirard. Der Gare Montparnasse und der Tour Montparnasse sind die bekanntesten Sehenswürdigkeiten. Um den Bahnhof herum wurde das Viertel renoviert und beherbergt heute hohe Wohngebäude und Büros, Einkaufszentren und den Park Jardin Atlantique, der auf einer großen steinigen Fläche oberhalb der Gleisanlagen angelegt wurde. Außerdem stehen im Viertel viele öffentliche Gebäude: das Lycée Buffon, das Krankenhaus Hôpital Necker–Enfants malades und das Institut Pasteur.

### Quartier de Grenelle
Dieses Viertel im Norden ist in seinen Grenzen identisch mit der ehemaligen Gemeinde Grenelle. Die Ebene von Grenelle, die sich links der Seine vom heutigen Hôtel des Invalides bis nach Issy-les-Moulineaux erstreckt, war während der Jahrhunderte wegen der Schwierigkeiten beim Kultivieren des Bodens praktisch unbewohnt. Anfang des 19. Jahrhunderts teilte der Unternehmer Violet einen Teil der Ebene auf. Es entstand das Dorf Beaugrenelle mit seinem heute existierenden charakteristischen rechtwinkeligen Netz von Straßen. Zusammen löste man sich im Jahre 1830 von der Gemeinde Vaugirard, um die Gemeinde Grenelle zu gründen. Diese wurde dann von Paris eingemeindet. In den 1960er- und 1970er-Jahren wurden im Rahmen des Projektes Front de Seine zahlreiche aufgeständerte Hochhäuser am Ufer der Seine gebaut mit einem Einkaufszentrum, das wieder den Namen Beaugrenelle trug.

### Quartier de Javel
Dieses Viertel liegt im Westen des Arrondissements, südlich von Grenelle. Javel war das erste industrielle Zentrum des Arrondissements. Zuerst war es für seine chemische Industrie bekannt (das berühmte Eau de Javel wurde hier erfunden und produziert). Bis ins 20. Jahrhundert schrieb sich die Ortschaft Javelle, weshalb die Chemikalie in älteren Chemiebüchern noch Eau de Javelle genannt wird. Später wurde Javel für seine Elektroindustrie (Thomson) und Automobilindustrie (Citroën) bekannt. Die Fabriken von Citroën nahmen lange Jahre einen sehr großen Teil des Viertels ein. Die Industrieanlagen wurden 1968 geschlossen, danach abgerissen und durch Wohn- und Freizeitanlagen ersetzt. Das Viertel wird heute belegt vom Parc Citroën, dem neuen Krankenhaus Hôpital Georges Pompidou und von den großen Gebäuden und Büros von (u. a. Sagem, Snecma, der Direction générale de l’aviation civile, Canal+, France Télévisions). Südlich des Boulevard périphérique bildet ein ehemaliger Manöverplatz, der zu Beginn des 20. Jahrhunderts als Flugplatz genutzt wurde, eine Ausbuchtung des sonst rechteckigen Grundrisses des Arrondissements. Hier gibt es heute einen Heliport, einen Sportkomplex und ein Freizeitcenter.
Nach der offiziellen Zählung der Pariser Stadtviertel handelt es sich dabei um die Quartiers 57 bis 60.

## Bevölkerung
Den Zahlen des Statistik-Portals citypopulation.de von 2021 zufolge leben in dem 8,5 Quadratkilometer großen Arrondissement 227.746 Einwohner. Das entspricht einer Bevölkerungsdichte von 26.794 Personen pro Quadratkilometer; mit einem Vorsprung von rund 40.000 zum 18. Arrondissement (Montmartre) ist die Einwohner-Gesamtzahl die höchste aller 20 Pariser Bezirke. Die Bevölkerungsabnahme zwischen 2015 und 2022 lag mit ?0,52 % im für Paris durchschnittlichen Bereich. 102.985 der aufgeführten Bewohner waren männlich, 124.761 weiblich, 35.673 jünger als 18 Jahre, 149.843 zwischen 18 und 65 und 42.926 über 65 Jahre. Die französische Staatsbürgerschaft besaßen 195.845, eine andere 31.901. Als Nichtimmigranten führte die Statistik 182.682 Bewohner auf, als Immigranten 45.064.
Die Einwohnerentwicklung ist – anders als in der überwiegenden Mehrzahl der restlichen Arrondissements – nicht von einem deutlichen Rückgang seit Ende des Zweiten Weltkriegs gekennzeichnet. Der Anstieg vom Zeitpunkt der Eingemeindung bis zum Beginn des Ersten Weltkriegs vollzog sich in kontinuierlicher Form – von 56.041 im Jahr 1861 bis zu 199.010 im Jahr 1911. In den folgenden Jahrzehnten stieg die Einwohnerzahl weiterhin an – bis zu dem Spitzenwert 250.124 im Jahr 1954. Seither sank sie auf 225.362 im Jahr 1999 und stagnierte auf einem ähnlichen Stand bis heute.
Bei der Bevölkerungsverteilung rangiert das längs der Gleistrassen des Gare Montparnasse gelegene Quartier Saint-Lambert deutlich vorn. Mit 83.119 Einwohnern ist die Einwohneranzahl um über 30.000 Einwohner höher wie in den drei Quartieren Grenelle (46.839), Necker (48.158) und Javel (49.338). Die Quartierszahlen im Überblick:
- Grenelle: 46.839 Einwohner
- Necker: 48.158 Einwohner
- Javel: 49.338 Einwohner
- Saint-Lambert: 83.119 Einwohner

## Politik

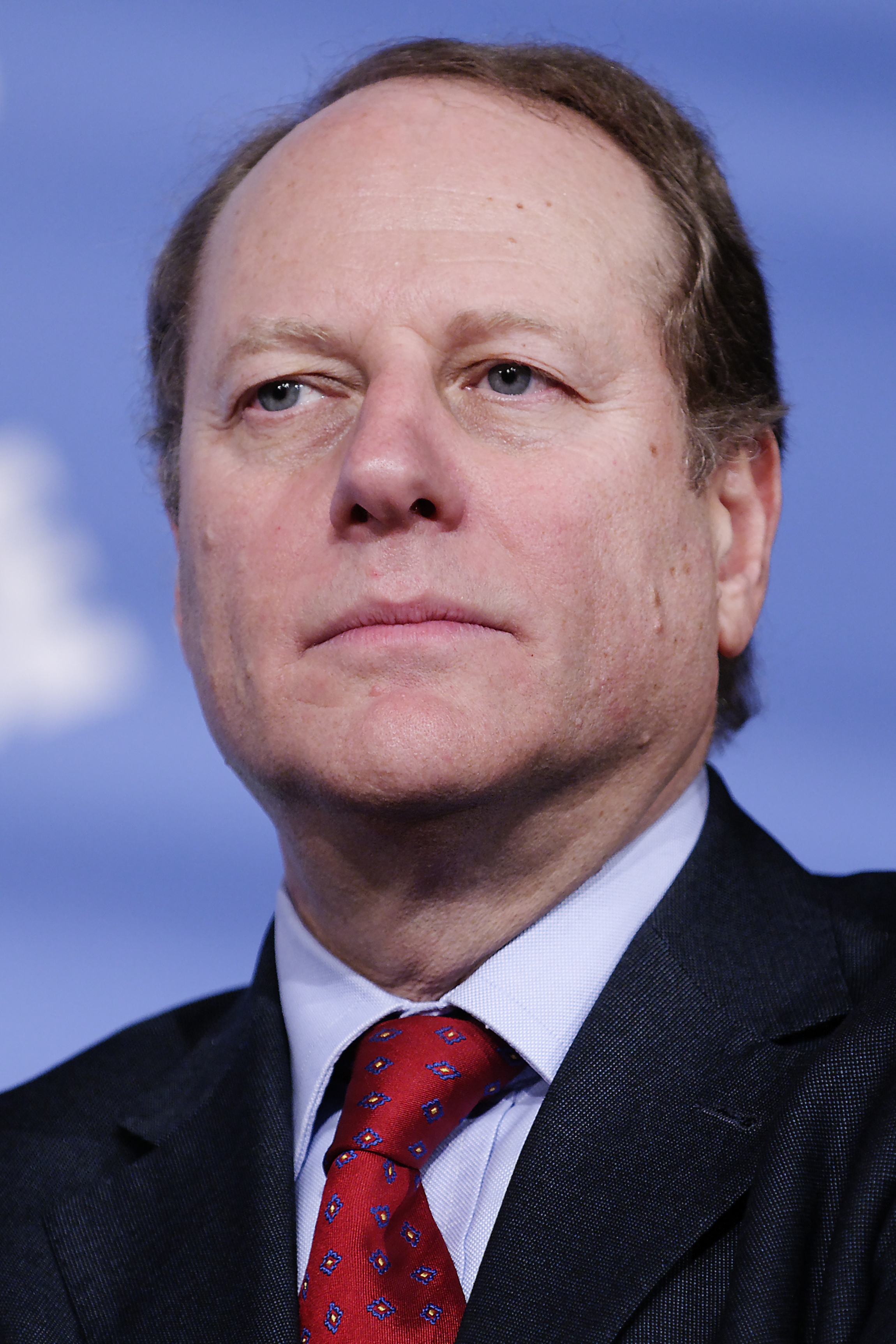
Philippe Goujon (2010)

### Rathaus
Das Rathaus des 15. Arrondissements befindet sich in der 31 rue Péclet, 75015 Paris.

### Bürgermeister
Philippe Goujon, Mitglied der bürgerlichen Partei UMP wurde im März 2008 im zweiten Wahlgang mit 52,65 % zum Bürgermeister des 15. Arrondissements gewählt. Bei den Wahlen 2014 wurde er im zweiten Wahlgang mit 63,4 % im Amt bestätigt. Gegenkandidatin in der Stichwahl war bei beiden Wahlen die Sozialistin Anne Hidalgo, seit März 2014 Bürgermeisterin von Paris.
Das Arrondissement ist geteilt in zwei Wahlbezirke, den 12. und 13. Wahlbezirk. Damit kann die im Arrondissement siegreiche Liste zwei Abgeordnete stellen.
Auch in den vorangegangenen Legislaturperioden wurde René Galy-Dejean im März 1989 und Juni 1995 als Kandidat der von Édouard Balladur geführten rechten Liste RPR-UDF jeweils im ersten Wahlgang zum Bürgermeister gewählt. Im März 2001 wiederholte sich dieses Schema erst beim zweiten Wahlgang:
Beim ersten Wahlgang wurde Galy-Dejean nicht für die Liste RPR-UDF-DL von Édouard Balladur und Philippe Séguin nominiert. Auch die andere Liste der Rechten, die Liste tibériste von Jean Tiberi („Abtrünniger“ der RPR, ehemaliger Bürgermeister von Paris) nominierte ihn nicht als Kandidat.
Das zwang ihn, mit einer eigenen Liste gegen die anderen beiden bürgerlichen Listen und der Liste der Sozialisten von Anne Hidalgo, aktuell erste Stellvertreterin des Bürgermeisters von Paris, anzutreten.
Zum ersten Mal erreichte eine Liste der Sozialisten die Mehrheit im ersten Wahlgang aufgrund der Teilung der Rechten in drei Listen. Die Liste Balladur wurde zweiter und die Liste Galy-Dejean erhielt 19 %. Diese beiden fusionierten und stellten das klassische Schema wieder her mit Balladur an der Spitze der Liste und Galy-Dejean als Kandidat für den Posten des Bürgermeisters. Diese Liste gewann klassischerweise und behielt die Mehrheit im Arrondissement. Aber zum ersten Mal benötigte die Rechte einen zweiten Wahlgang.

## Sehenswürdigkeiten
- Musée Pasteur, Institut Pasteur
- Musée Antoine Bourdelle

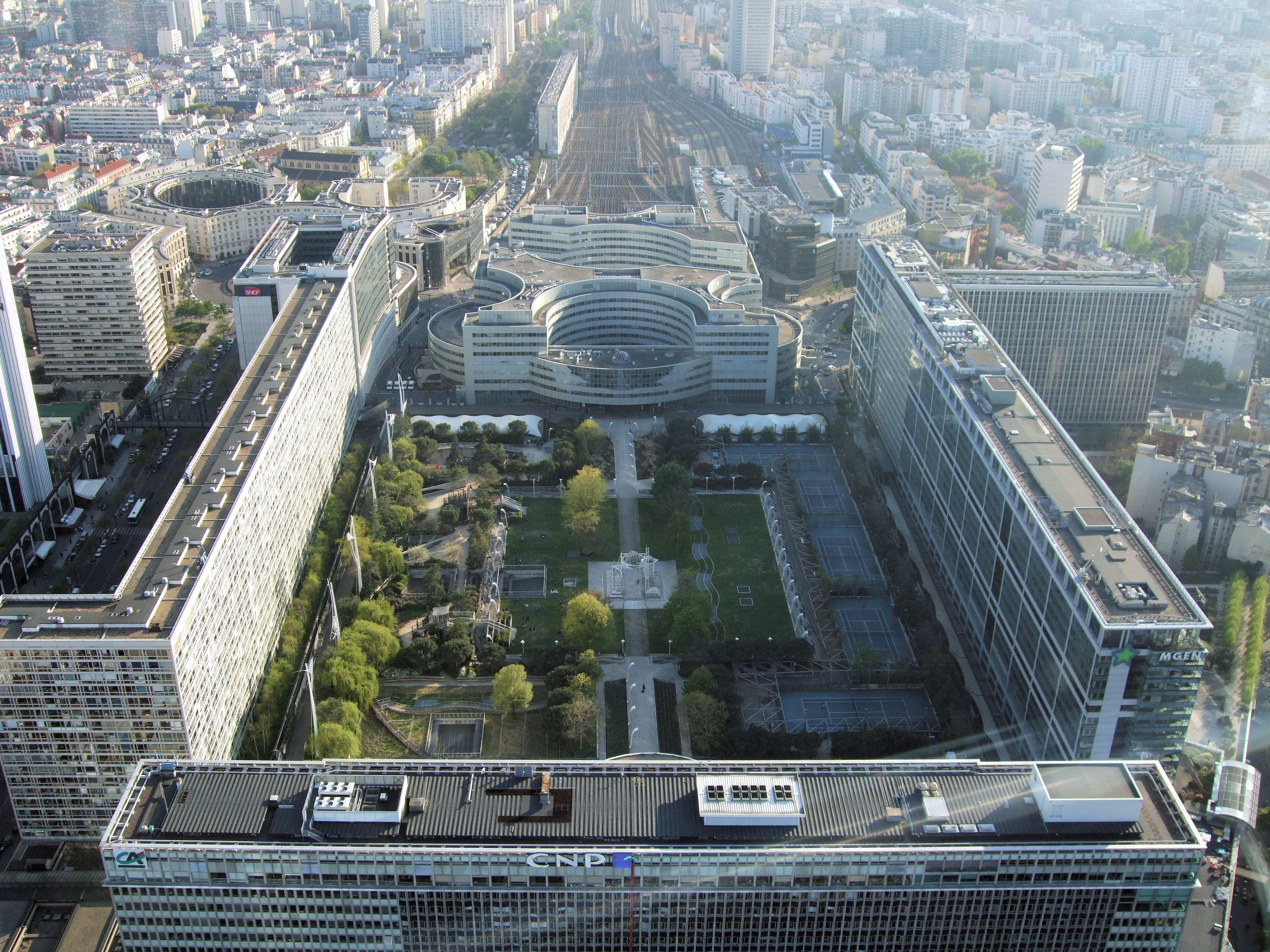
Jardin Atlantique

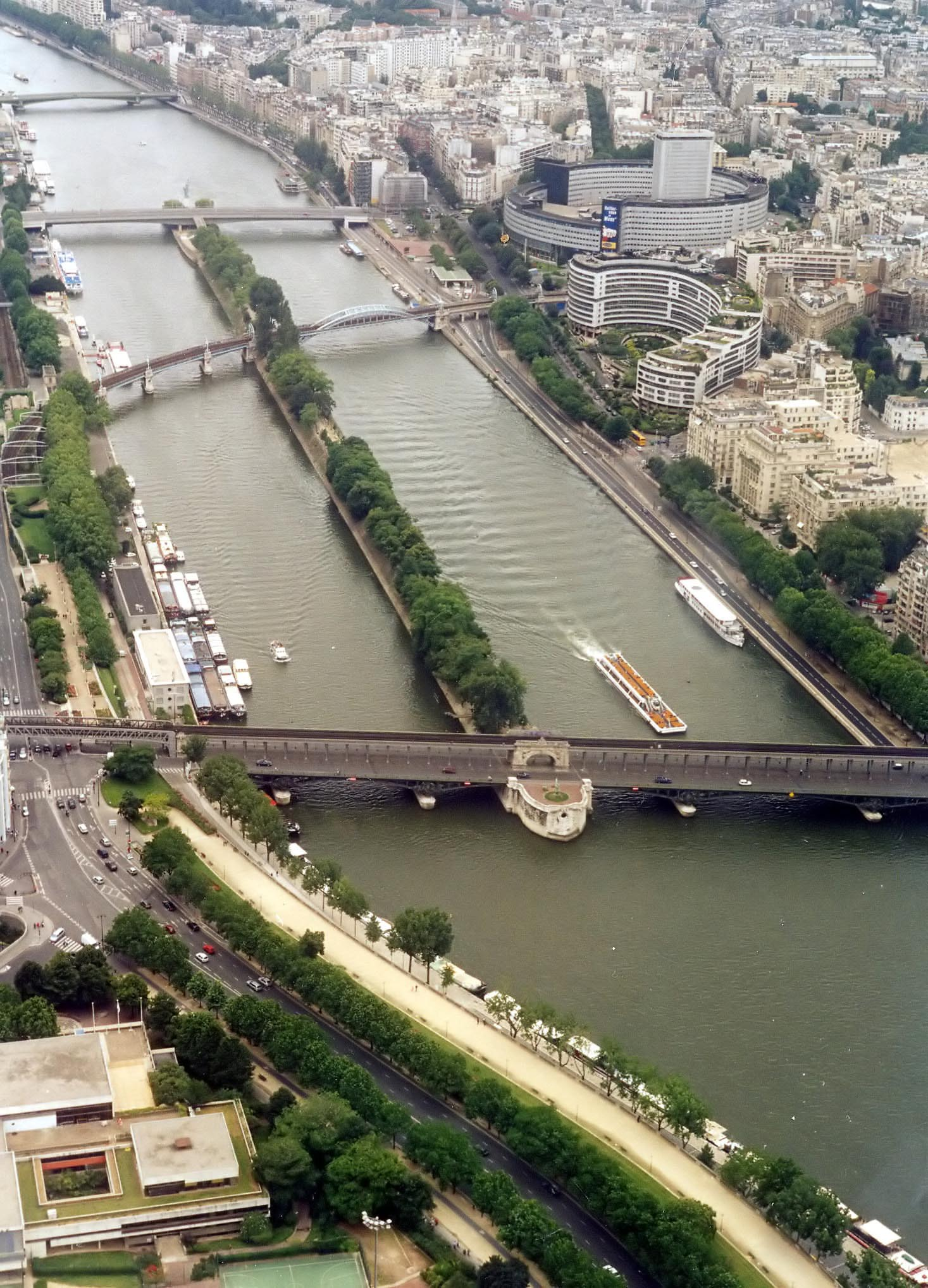
Ile aux Cygnes

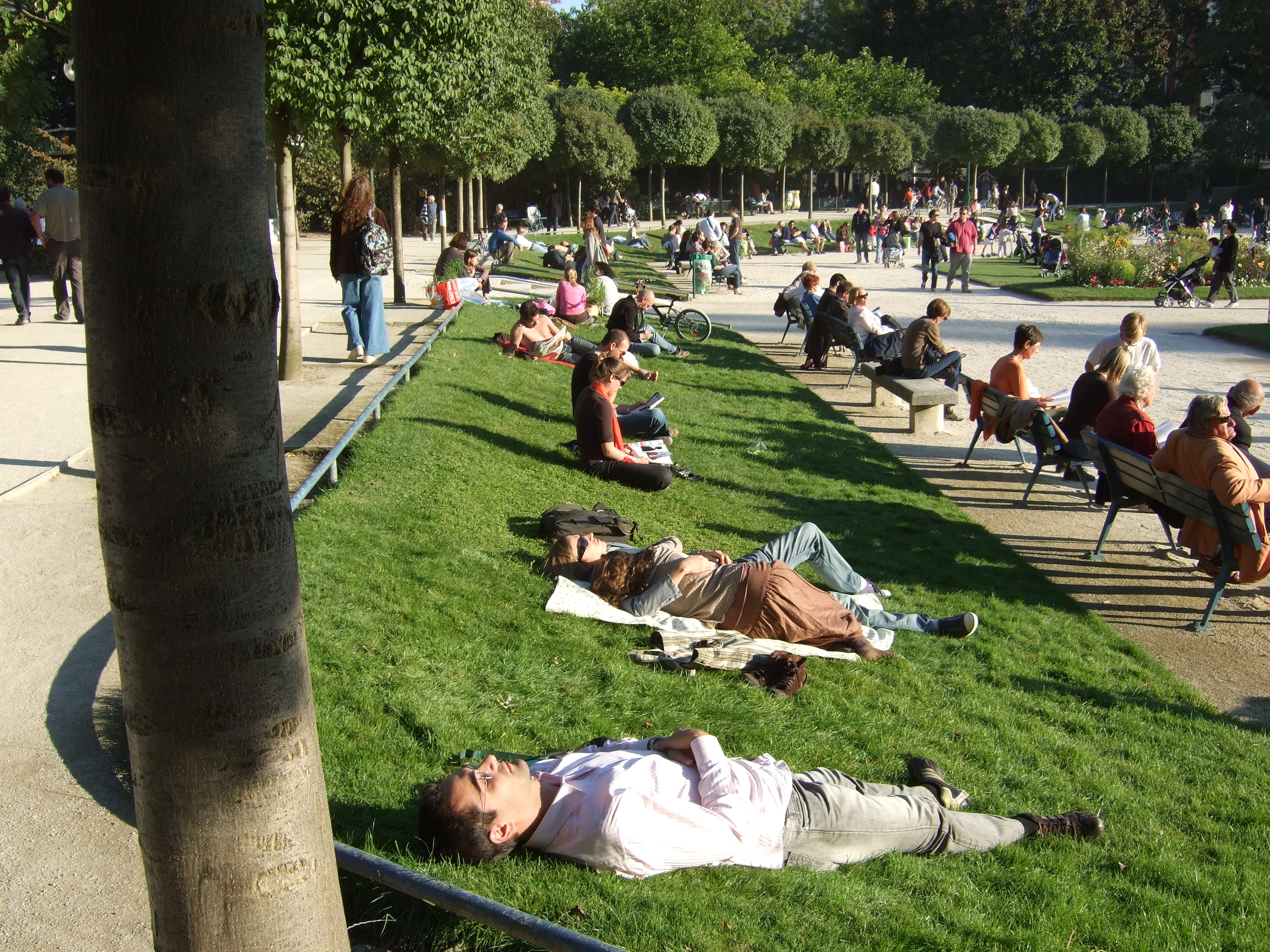
Square Saint-Lambert

- Musée Mendjisky École de Paris (Kunst) Schule von Paris

## Grünflächen
- Parc Citroën auf den Flächen der ehemaligen Citroën-Fabriken.
- Parc Georges Brassens, benannt nach dem Sänger Georges Brassens, der in diesem Viertel lebte.
- Square Saint Lambert
- Jardin Atlantique gelegen oberhalb der Bahnsteige des Gare Montparnasse.
- Die Allée des Cygnes ermöglicht einen Spaziergang auf die Île aux Cygnes zwischen der Pont de Grenelle und der Pont de Bir-Hakeim.

## Friedhof
Der Cimetière de Vaugirard an der Rue Lecourbe wurde 1787 eingeweiht und ist der älteste noch genutzte Friedhof von Paris. Auf der Fläche von 1,59 Hektar befinden sich rund 3000 Gräber.

## Sonstiges
Der berühmte Bildhauer Constantin Brâncu?i hatte in der Impasse Ronsin sein Atelier, in dem er von 1925 bis 1957 lebte und arbeitete. Das Atelier existiert mittlerweile nicht mehr, wurde aber im Centre Georges Pompidou rekonstruiert. Der Bildhauer verstarb am 16. März 1957 und wurde auf dem Cimetière du Montparnasse beigesetzt.
Die Künstlerkolonie La Ruche befindet sich in der Passage Dantzig.
Der Nestor-Burma-Roman Ein Clochard mit schlechten Karten (französisch Les eaux troubles de Javel, 1957) von Léo Malet spielt im 15. Arrondissement.